# City of Sydney
Koordinaten: 33° 52′ S, 151° 12′ O

Die City of Sydney ist ein lokales Verwaltungsgebiet (LGA) im australischen Bundesstaat New South Wales.

## Geographie
Die City of Sydney bildet das Zentrum der Metropole Sydney, der Hauptstadt von New South Wales. Das Gebiet ist 26,7 Quadratkilometer groß und hat etwa 212.000 Einwohner. Die Bevölkerungsdichte beträgt damit 7.900 Einwohner je Quadratkilometer.
Die City of Sydney liegt im Süden des Hafens etwa 7 Kilometer von der Küste entfernt und bildet das Stadtzentrum der Metropole Sydney. 33 Stadtteile liegen ganz oder teilweise auf dem Gebiet der LGA: Alexandria, Annandale, Barangaroo, Beaconsfield, Camperdown, Centennial Park, Chippendale, Darlinghurst, Darlington, Dawes Point, Elizabeth Bay, Erskineville, Eveleigh, Forest Lodge, Glebe, Haymarket, Millers Point, Moore Park, Newtown, Paddington, Potts Point, Pyrmont, Redfern, Rosebery, Rushcutters Bay, St Peters, Surry Hills, Sydney, The Rocks, Ultimo, Waterloo, Woolloomooloo und Zetland, Der Verwaltungssitz des Councils befindet sich im Stadtteil Sydney im Norden der LGA.

Opera House und Harbour Bridge

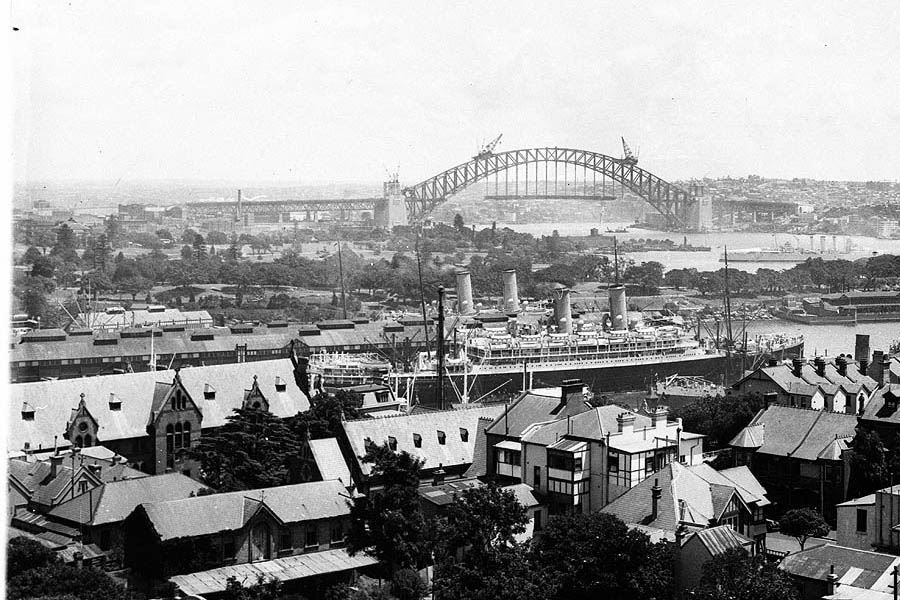
Woolloomooloo und Sydney Harbour Bridge 1932

## Geschichte
1770 erkundete James Cook auf seiner ersten Südseereise die Gegend. Am 26. Januar 1788 trafen britische Schiffe der First Fleet mit rund 1000 Männern und Frauen, darunter etwa drei Viertel Sträflinge, unter der Führung von Arthur Phillip im Port Jackson ein. Sie gründeten am Hafen die erste weiße Siedlung Australiens. Die neue Ansiedlung wurde Sydney genannt, zu Ehren des damaligen britischen Innenministers Thomas Townshend Sydney.
Dem Ort wurden am 20. Juli 1842 die Stadtrechte verliehen. Er umfasste die Stadtteile Woolloomooloo, Surry Hills, Chippendale und Pyrmont. Im 11,65 Quadratkilometer großen Gebiet gab es sechs Bezirke, die durch Grenzpfosten gekennzeichnet waren. Ein Grenzpfosten besteht noch heute am Sydney Square. Die Grenzen der Stadt haben sich seit 1900 mehrmals geändert. 1909 wurden Camperdown und 1949 Alexandria, Darlington, Erskineville, Newtown, Redfern, Glebe, Waterloo und Paddington eingemeindet.
1968 wurden die Grenzen wieder geändert und viele dieser Orte Teil des neuen LGA Municipality of South Sydney. South Sydney war dann zwischen 1982 und 1988 erneut Teil der City of Sydney. Nach der Ausgliederung von South Sydney war die City of Sydney mit 6,19 Quadratkilometern etwas kleiner als ursprünglich. Am 6. Februar 2004 ist South Sydney wieder in die City of Sydney eingemeindet worden. Nach der Fusion der beiden LGAs wuchs die Fläche auf 25 Quadratkilometer.

## Verwaltung
Die City of Sydney ist ein Verwaltungsgebiet (engl. LGA = Local Government Area), das die eigentliche Innenstadt Sydneys (engl. CBD = Central Business District) und die inneren Stadtteile (engl. Inner City Suburbs) der Metropolregion Sydney umfasst. Die heutige Verwaltungsgliederung entstand, nachdem am 6. Februar 2004 die folgenden Stadtteile zusammen mit dem CBD zur City of Sydney zusammengefasst wurden: Pyrmont, Ultimo, Haymarket und Woolloomooloo.
Der Council of the City of Sydney hat zehn Mitglieder, neun Councillors und ein(e) Vorsitzende(r), die von den Bewohnern der LGA gewählt werden. Sydney City ist nicht in Bezirke untergliedert, umfasst jedoch eine Reihe von Stadtteilen.
Der Ratsvorsitzende trägt den Titel Lord Mayor. Er ist nicht nur Bürgermeister der LGA, sondern erfüllt die repräsentativen Aufgaben eines Stadtoberhaupts von Sydney.
Von 1945 bis 1964 war das Gebiet dem Cumberland County unterstellt, dessen Zuständigkeit sich jedoch auf die Stadtplanung beschränkte.

## Städtepartnerschaften
Die City of Sydney unterhält mit folgenden Städten Partnerschaften.
| - Florenz, Italien - Guangzhou, VR China - Nagoya, Japan - Paris, Frankreich | - Portsmouth, Großbritannien - San Francisco, USA - Tokio, Japan - Wellington, Neuseeland |